# 乾寧
乾寧（894年正月—898年八月）是唐昭宗李曄的第四個年號，共計5年。

## 改元
- 景福三年——正月一日，改元乾寧元年。[2][3][4]
- 乾寧五年——八月二十七日，改元光化元年。[5][6][7]

## 紀年
| 乾寧 | 元年  | 二年  | 三年  | 四年  | 五年  |
| ---- | ----- | ----- | ----- | ----- | ----- |
| 公元 | 894年 | 895年 | 896年 | 897年 | 898年 |
| 干支 | 甲寅  | 乙卯  | 丙辰  | 丁巳  | 戊午  |

## 同期存在的其他政权年号
- 中國
  - 順天（895年－896年）：唐朝時期領袖董昌之年號
  - 嵯耶（889年－897年）：南詔—隆舜之年號
  - 中興（898年－902年）：南詔—舜化貞之年號
- 日本
  - 寬平（889年－898年）：平安時代—宇多天皇、醍醐天皇之年號
  - 昌泰（898年－901年）：平安時代—醍醐天皇之年號

## 參看
- 中國年號索引